# 尹雄烈
尹雄烈（윤웅렬，1840年—1911年）字英仲、號磻溪。朝鮮王朝的武臣和軍人、政治人物。
他是大韓帝國後期開化派的人物，曾參與甲申政變和春生門事件。他是朴珪壽、劉基鴻的門人。他也是韓國獨立運動家和政治人尹致昊的父親、南韓第4任總統尹潽善的祖父。

## 外部連結
- 尹雄烈、Daum[永久] 
- 尹雄烈 （页面存档备份，存于） 
- 尹致昊-世界宣敎會 （页面存档备份，存于） 